# Xanthoparmelia flavescentireagens
Xanthoparmelia flavescentireagens är en lavart som först beskrevs av Vilmos Kőfaragó-Gyelnik, och fick sitt nu gällande namn av D. J. Galloway. Xanthoparmelia flavescentireagens ingår i släktet Xanthoparmelia och familjen Parmeliaceae.   Inga underarter finns listade i Catalogue of Life.